# Limassolla bielawskii
Limassolla bielawskii är en insektsart som beskrevs av Irena Dworakowska 1969. Limassolla bielawskii ingår i släktet Limassolla och familjen dvärgstritar. Inga underarter finns listade i Catalogue of Life.